# Batalla de Piculhue
La Batalla de Piculhue o Batalla de Picolhue tuvo lugar en las cercanías del fuerte de Arauco en Chile en el verano del año 1630 entre el ejército español y las huestes indígenas comandadas por Butapichón durante el gobierno de Francisco Laso de la Vega

## Antecedentes
Tras la llegada del gobernador Francisco Laso de la Vega y el armamento traído para hacer frente a las fuerzas mapuches en la guerra de Arauco, Butapichón, soldado y general indígena de la zona cordillerana decide juntar un ejército con el apoyo de Quepuantu, general indígena de la costa en enero de 1630, reuniendo a 3.400 indígenas, de los cuales corresponden 2.000 hombres de acaballo y 1.400 infantes. Estos marcharon en silencio y se emboscaron en Piculhue a tres leguas del fuerte de Arauco.

## Provocación y ataque a las reducciones
Las fuerzas mapuches a cargo de Butapichón, estando ya en Piculhue enviaron 200 jinetes a las rancherías o reducciones de Longolongo y Penguerengua (Panguirehue), que eran indios considerados amigos de los españoles. Maloquearon las reducciones y tomaron cautivos, esto lo hicieron con el fin de provocar a los españoles para que les siguieran y poder atraparlos en la emboscada, y todo salió según lo planificado.
La noticia del ataque que planificaba Butapichón contra el fuerte de Arauco, la recibió el sargento mayor Juan Fernández Rebolledo y éste la pasó al gobernador Francisco Laso de la Vega con fecha 18 de enero de 1630 mientras se encontraban en el fuerte San Felipe de Austria en Yumbel.
Por otra parte, un indio amigo de estas reducciones dio aviso a don Alonso de Córdova y Figueroa, quien se encontraba en el fuerte de Arauco, de cómo las fuerzas de Butapichón con 200 caballos habían maloqueado las reancherías de los indios amigos y se estaban retirando.
Dado que días antes capitán de indios auxiliares del fuerte de Arauco, Remuleu, había sido enviado en una avanzada a Quidico junto a 30 soldados de su compañía, corría el grave riesgo de encontrarse con las fuerzas de Butapichón. Por esta razón, don Alonso de Córdova y Figueroa envía al capitán de caballería, el mestizo Juan de Morales con 100 indios auxiliares y algunos españoles para conducir al capitán Remuleu de regreso al fuerte de Arauco de forma segura.
Pasados tres días de la salida del capitán Juan de Morales, sonó la alarma a media noche cerca de la plaza de Arauco pero no se supo quien la había dado.
Dada esta alarma salió Alonso de Córdova y Figueroa con 400 españoles, los que se componían por 150 de caballería en tres compañías a cargo del capitán Juan de Adaro, Francisco Rodríguez y Hernando Muñoz, además de 250 hombres de infantería a cargo de los capitanes Antonio Avendaño, Ginés de Lillo, Alonso Bernal y Francisco de Carmona.
De acuerdo al padre y cronista Diego de Rosales quien fue testigo de esta batalla, Córdova habría salido con 9 compañías: 3 de ellas a caballo y 6 de infantería.

## Loma Juego de la Chueca
Alonso de Córdova organizó y dispuso que la guardia de indios auxiliares saliera primero y lo esperara a una legua, en la loma denominada “Juego de la Chueca” y que desde allí dieran noticias respecto al movimiento de los mapuches. Le siguió Alonso de Córdova con los 400 españoles y otros 200 indios auxiliares.
De acuerdo al padre Diego de Rosales, las fuerzas españolas logran ver a los doscientos indios, a los cuales siguieron, y estos huyeron hasta meter a los españoles en una emboscada.
Córdova se entera de que la guardia de indios auxiliares que había enviado primero ya se encontraban peleando con un escuadrón mapuche. Por lo que ordenó que el capitán Antonio Avendaño, con su infantería le siguiera a paso redoblado. Al llegar Avendaño a la loma “Juego de Chueca”, encontró a la guardia de auxiliares cantando victoria y con la cabeza de unos mapuches que habían degollado. En este lugar se les había unido Lázaro Ambrosio, un indio mestizo que al verse derrotado se pasó al bando español y que en cuanto tuvo la oportunidad volvió con los mapuches. Lázaro Ambrosio advirtió a Antonio de Córdova que volviera al fuerte de Arauco ya que las fuerzas de Butapichón eran muy grandes compuestas por 3.000 indígenas de caballería y 2.000 indios de infantería. Quienes estaban dispuestos a atacar a los españoles si los perseguían. En este lugar y sobre la marcha se hizo una junta de guerra por parte de los españoles y se determinó seguir adelante para ir a buscar a Juan de Morales y Reumuleu que estaban aguardando y que podían ser presa de las fuerzas de Butapichón.

## El paso de Don García
El día 24 de enero de 1630, tras la junta de guerra, Alonso Córdova y Figueroa envía adelante a la guardia de indios auxiliares compuesta por 30 mapuches y 200 indios auxiliares al mando del teniente Alonso Rengel, esta vez a las órdenes del capitán español Antonio Gómez con la misión de ocupar el paso llamado “Don García”, que se trataba de un defiladero montuoso y prolongado. El teniente Alonso Renguel traspasó el paso de Don García y le siguió detrás el capitán español Antonio Gómez con los arcabuceros.
Más tarde, llega hasta el paso de Don García el propio maestre de campo Alonso de Córdova y Figueroa con tres compañías de caballería y con las de infantería de Ginés de Lillo y Alonso Bernal. Sin embargo, se encuentran que el paso estaba descubierto.
Córdova envía un reconocimiento al valle de Piculhue donde le avisan que Antonio de Gómez se encontraba en peligro ya que se había encontrado con los mapuches. A Córdoba no le pareció el dejar que Gómez muriera en manos de las fuerzas de Butapichón así que marchó con la idea de enfrentar la batalla. En ese momento aun no llegaban las compañías de Antonio Avendaño y Francisco Carmona. Córdova puso la caballería a los costados de la infantería y marchó hacia el lugar donde se encontraban los enemigos iniciándose una sangrienta batalla.
Según la versión del padre Diego de Rosales quien presenció estos hechos indica que Alonso Córdova y Figueroa observó una muchedumbre de indios que iban saliendo de la montaña para atacarles cuando aún no había llegado todos los españoles, entonces armó un escuadrón de hasta 200 infantes y 130 hombres a caballo y esperó a los enemigos. Los indígenas salieron de la montaña atacando y haciendo sonar sus trompetas con el fin de destrozar a los españoles. Los españoles dieron una ráfaga de arcabuces y mosquetes a los indígenas, hiriendo y matando a varios de ellos.
Mientras tanto Butapichón había enviado un grupo de reconocimiento al paso de Don García que Gómez debía haber estado cuidando.
Al tiempo llega el capitán Juan Morales con Remuleu que venían de regreso de Quidico y que habían llegado por caminos interiores y no habían sido vistos por los huestes de Butapichón.
Butapichón se dejó caer con todo su ejército sobre Córdova. Llevaban dos horas de batalla cuando la infantería mapuche huyó y fue perseguida por Ginés Lillo y Alonso Bernal y con parte de sus compañías. En medio de la batalla, la caballería española se separó y Butapichón aprovechó la ocasión de cortarles la retirada. Para ello envió un escuadrón de caballería y otro de infantería evitando así que la caballería española pudiera reunirse. Murieron en este enfrentamiento los capitanes Lillo y Bernal. Los indios auxiliares de los españoles tomaron sus caballos y se dieron a la fuga. Córdova intentó ganar el desfiladero de Don García. Al darse cuenta de ello, Butapichón se opuso con todas sus fuerzas, pero Córdova logra llegar al desfiladero al mismo tiempo de que los capitales Antonio Avendaño y Francisco Carmona. En el desfiladero de Don García se renueva la batalla cubriendo el terreno de cadáveres de hombres y caballos. A Córdova le matan su caballo y es malherido y logra escapar tomado otro caballo.
Diego de Rosales informa que en esta batalla los indígenas viendo que los españoles tenían una barranca por el costado y que no los podían cercar para sacarlos de ese punto, hicieron que huían y los españoles le siguieron dejando el costado de la barranca que los protegía, los indígenas se devolvieron y atacaron matando e hiriendo con gran fuerza a los españoles. Se fueron retirando hasta donde se encontraba el sargento mayor Francisco Carmona y el maestre de campo don Antonio de Avendaño. Los indígenas desbarataron este escuadrón dando muerte a Avendaño, Carmona y a seis capitanes, siete alféreces, tres sargentos, con un total de 43 muertos y cautivos, entre ellos el capitán Juan de Morales que era uno de los indios amigos y gran soldado. Hirieron su caballo con una lanza y al bajarse con la intención de quitarle la lanza a su caballo, lo mataron traspasándolo con una lanza de lado a lado. Además, mataron a 7 indios amigos, y tomaros muchos caballos, armas y despojos, desnudando a los muertos y llevándose sus cabezas.
Rosales informa que entre los cautivos se encontraba el teniente Juan Ruíz Cabeza de Vaca, alférez Juan Alonso, alférez Ambrosio Espinoza y habrían matado y capturado a muchos más de no ser porque se escondieron en la espesura del bosque.
Rosales cuenta que entre los españoles que se escondieron en el monte, estuvo uno escondido alrededor de ocho días en él pensando que todos los españoles habían muerto y que los indios estaban celebrando la batalla. Pese a que le llamaron pensaba que era una treta para capturarle por lo que se escondió en la espesura. Esperó 8 días y salió de noche para regresar al fuerte de Arauco.
También detalla una historia de un alférez se había escondido en el monte sin pelear, que escondió sus vestidos y llegó desnudo al fuerte de Arauco fingiendo que en la batalla le habían capturado y desnudado los indígenas, de acuerdo al relato del alférez éste había engañado al indio que le llevaba cautivo. Muchos españoles alabaron su valentía y al día siguiente descubrieron que se había vestido con la misma ropa que había usado en batalla quedando al descubierto su mentira. Tiempo después, al enterarse su padre de esto, no lo reconoció en su casa en Sevilla y tampoco lo reconoció como hijo.
El maestre de campo Alonso de (Córdova) y Figueroa peleó con su famoso caballo que salió con muchas heridas y él tuvo una herida que le pasó el muslo. Recogió a la gente y se retiró al cuartel en el fuerte de Arauco para curar los heridos y dar aviso al gobernador del mal suceso y las perdidas ocurridas en esta batalla.

## Evaluación de la Batalla
La salida de Juan Morales junto a 100 hombres al traspasar el desfiladero de Don García fue considerada como irresponsable. En estas circunstancias era más adecuado haber avisado a Remuleu de su peligro y darle orden de retirada. Córdova por su parte debió considerar las palabras del Mestizo Lázaro Ambrosio que al igual que la orden del Gobernado Laso de la Vega y de ningún modo debió adelantarse y separarse de la infantería, separando las fuerzas lo cual estaba expresamente prohibido.
El día 26 de enero de 1630 llega la noticia de esta batalla a la ciudad de Concepción, con una historia tan abultada que el mismo gobernador sale acompañado de su antecesor Luis Fernández de Córdoba y Arce, con rumbo al fuerte de Arauco. Sin embargo, en Colcura recibe noticias más detalladas de la batalla enviada oficialmente por el mismo Córdova. Pese a informarse de las pérdidas de Butapichón quiso marchar hasta Arauco para tener detalles de la razón por la cual no se habían observado sus instrucciones.
Sin embargo, su antecesor y otros españoles le convencen de retomar el proyecto de atacar Purén, por lo que se devolvió de Colcura a Concepción. Dio la orden a Alonso de Córdova de responder a los cargos. Alonso de Córdoba por su parte, se justificó en la protección hacia Juan Morales, quien no debió haber sido enviado a Quidico y el gobernador aceptó sus descargos.

## Campaña sobre Purén y Lumaco
Una vez finalizada la batalla de Piculhue el gobernador de Chile, Francisco Laso de la Vega quien había asumido recientemente su cargo, intentó ir hasta el fuerte de Arauco para informarse de primera fuente de esta batalla, sin embargo, al llegar a Colcura recibe información detallada y es instado a regresar a la ciudad de Concepción con el fin de iniciar los preparativos para realiza un ataque a Purén. Se puso en marcha una incursión en territorio indígena con 700 españoles y 400 indios auxiliarles que salió de Concepción y se dirigió hasta el fuerte de Nacimiento, luego se internó hacia el sur por Angol hasta llegar a la Ciénega de Purén y el lago de Lumaco. Sin embargo, los ejércitos mapuches no le presentaron batalla y tampoco obtuvo noticias de ellos. La incursión española luego de incendiar todo lo que pudieron en su camino, deciden regresar hasta el fuerte de San Felipe de Austria en Yumbel con algunos prisioneros. Después de esta campaña el gobernador se retiró al fuerte de Buena Esperanza en Rere para mejorarse de una fiebre que padecía y para descansar.
De acuerdo al relato de Diego de Rosales, en esta campaña participó el maestre de campo don Alonso de Córdova y Figueroa que juntando sus fuerzas en el fuerte de Arauco, llegó con un gran ejército hasta Purén causando el terror entre los indígenas dada la cantidad de gente y armas que llevaba. Haciendo ostentación de su poder maloqueó toda esa tierra, quemó campos y degolló cuanto ganado existía. Además, tomaron prisionero a un viejo cacique, padre de Gualacan y a otros tres indios. En la ciénaga de Purén algunos indios pidieron que soltaran al padre de Gualacan, cosa que los españoles no hicieron y por lo cual fueron amenazados.